# Phyllosticta sapotae
Phyllosticta sapotae är en svampart som beskrevs av Sacc. 1912. Phyllosticta sapotae ingår i släktet Phyllosticta och familjen Botryosphaeriaceae.   Inga underarter finns listade i Catalogue of Life.